# Aron (India)
Aron is een nagar panchayat (plaats) in het district Guna van de Indiase staat Madhya Pradesh.

## Demografie
Volgens de Indiase volkstelling van 2001 wonen er 21.230 mensen in Aron, waarvan 53% mannelijk en 47% vrouwelijk is. De plaats heeft een alfabetiseringsgraad van 51%.